# توماس بوغوسیان
توماس گورگی پوغوسیان (ارمنی: Թովմաս Գևորգի Պողոսյան; زاده ۱۸ ژانویه ۱۹۵۴ در سارچاپت) یک خواننده سبک‌های مردمی و عاشوقی اهل ارمنستان است.

## زندگی‌نامه
وی در ۱۸ ژانویهٔ ۱۹۵۴ ‏در سارچاپت، استان لوری به دنیا آمد و از دانشگاه دولتی وانادزور و کنسرواتوار دولتی کومیتاس ایروان فارغ‌التحصیل شد. پوغوسیان در سال ۱۹۹۲ گروه موسیقی عاشوقی سایات نووا را تأسیس نمود. وی همچنین برنده جوایزی همچون نشان مسروپ ماشتوتس (۲۰۰۲)، هنرمند افتخاری جمهوری ارمنستان (۲۰۰۶) و هنرمند مردمی جمهوری ارمنستان (۲۰۱۱) شده‌است.

## جستارهای ویژه
- فهرست خوانندگان ارمنی